# Ventura County FC
Der Ventura County FC (ehemals LA Galaxy II) ist ein  Franchise der Profifußball-Liga MLS Next Pro aus Thousand Oaks im US-Bundesstaat Kalifornien. Die Mannschaft aus der Metropolregion Los Angeles spielte von 2014 bis 2022 in der USL Championship (ehemals USL Pro und USL) und ist das Farmteam der LA Galaxy aus der Major League Soccer. Eigentümerin ist die Anschutz Entertainment Group.

## Geschichte
Am 29. Januar 2014 erhielt die LA Galaxy aus der Major League Soccer den Zuschlag für ein Farmteam in der USL Pro (ab 2015: USL, ab 2019: USL Championship), das zur Saison 2014 unter dem Namen LA Galaxy II den Spielbetrieb aufnahm. Zur Saison 2023 wechselte die Mannschaft in die MLS Next Pro, die 2022 gegründet worden war. Die Heimspiele wurden auf einem Nebenplatz des Dignity Health Sports Park in Carson ausgetragen. Einzelne Spiele wurden im 27.000 Zuschauer fassenden Stadion ausgetragen.
Zur Saison 2024 wurde das Franchise in Ventura County FC umbenannt und zog in das William Roland Stadium, das sich auf dem Campus der California Lutheran University in Thousand Oaks im Ventura County befindet.